# Велико плонско језеро
Велико плонско језеро је језеро у Немачкој. Налази се на територији савезне државе Шлезвиг-Холштајн. Површина језера износи 28,4 km².